# Zeppan
Zeppan (tên đầy đủ: Zeppan Manga Toshokan) là trang web phát hành trực tuyến miễn phí các manga không còn in ấn. Các manga này đều đã được cho phép bởi tác giả và nhà xuất bản. Trang web duy trì bằng quảng cáo. Do các manga đều đã ngừng in (không còn phát hành dạng sách giấy), Zeppan không cạnh tranh với bất cứ nhà xuất bản nào. Người sáng lập nó là mangaka nổi tiếng Akamatsu Ken (tác giả của Love Hina). Trang bắt đầu hoạt động thử nghiệm lần 1 vào ngày 25 tháng năm 2008 và lần 2 vào ngày 26 tháng 11 năm 2010 dưới cái tên J-Comi. Lần 1 gồm toàn bộ 14 tập Love Hina, trang web đã đạt 1 triệu lượt tải trong 2 ngày. Lần 2 bổ sung manga từ Kodansha và Shueisha, trong đó riêng After School Wedding của Shinjo Mayu đã mang về 525 000 yên 1 tháng. Ngày 12 tháng 4 năm 2011, trang chính thức hoạt động dưới tên Zeppan. Zeppan phản đối đạo luật 156 bằng việc bổ sung các manga thuộc thể loại yaoi và yuri. Đến tháng 9 năm 2011, trang có 103 tựa truyện. Tháng 10 năm 2011, trang mở thêm tên miền phụ R18 cho manga hentai (gồm cả lolicon). Người dùng có thể thêm bản dịch của mình vào mỗi tựa. Zeppan cũng hợp tác với Google để đa dạng hóa ngôn ngữ giao diện. Với Zeppan, Akamatsu hi vọng sẽ đẩy lùi được nạn manga lậu, kiếm thêm thu nhập cho các tác giả và bản thân đồng thời giúp người đọc tiếp cận các manga tuy cũ nhưng vẫn hay.